# Robleda-Cervantes
Robleda-Cervantes è un comune spagnolo di 445 abitanti situato nella comarca di Sanabria, provincia di Zamora, appartenente alla comunità autonoma di Castiglia e León.